# Convoi PQ 6
Le convoi PQ 6 est le nom de code d'un convoi allié durant la Seconde Guerre mondiale. Les Alliés cherchaient à ravitailler l'URSS qui combattait leur ennemi commun, le Troisième Reich. Les convois de l'Arctique, organisés de 1941 à 1945, avaient pour destination le port d'Arkhangelsk, l'été, et Mourmansk, l'hiver, via l'Islande et l'océan Arctique, effectuant un voyage périlleux dans des eaux parmi les plus hostiles du monde.
Il part de Hvalfjörður en Islande le 8 décembre 1941 et arrive à Mourmansk en URSS le 20 décembre 1941.

## Composition du convoi
Ce convoi est constitué de 8 cargos, :
- Royaume-Uni : 4 cargos (Elona, Empire Mavis, Explorer et Hermatris)
- Union soviétique : 1 cargo (Dekabrist)
- Panama : 1 pétrolier et 1 cargo (El Oceano et Mount Evans)
- Norvège : 1 cargo (Mirlo)

Le convoi comprend aussi le navire de sauvetage (Rescue-ship) Zamalek.
| Nom                 | Nationalité      | Tonnage (GRT) | Notes                                             |
| ------------------- | ---------------- | ------------- | ------------------------------------------------- |
| Dekabrist (1903)    | Union Soviétique | 7 363         |                                                   |
| El Oceano (1925)    | Panama           | 6 767         |                                                   |
| Elona (1936)        | Royaume-Uni      | 6 192         | Navire Commodore                                  |
| Empire Mavis (1919) | Royaume-Uni      | 5 704         | Navire vice-Commodore                             |
| Explorer (1935)     | Royaume-Uni      | 6 235         |                                                   |
| Mirlo (1922)        | Norvège          | 7 455         |                                                   |
| Mount Evans (1919)  | Panama           | 5 598         |                                                   |
| Zamalek (1921)      | Royaume-Uni      | 1 567         | Retourné à Reykjavik s'il a effectivement navigué |

## L'escorte
L'escorte varie au cours de la traversée. Une escorte principale reste tout au long du voyage.
Ce convoi est escorté au départ par :
- les chalutiers armés : HMS Cape Argona, HMS Stella Capella et HMS Hugh Walpole

| Nom                | Nationalité | Type                       | Notes                      |
| ------------------ | ----------- | -------------------------- | -------------------------- |
| HMT Cape Argona    | Royal Navy  | Chalutier anti-sous-marins | Escorte du 8 Dec - 12 Dec  |
| HMS Echo (H23)     | Royal Navy  | Destroyer                  | Escorte du 11 Dec - 20 Dec |
| HMS Edinburgh (16) | Royal Navy  | Croiseur léger             | Escorte du 11 Dec - 20 Dec |
| HMS Escapade (H17) | Royal Navy  | Destroyer                  | Escorte du 11 Dec - 20 Dec |
| HMS Hazard (J02)   | Royal Navy  | Dragueur de mines          | Escorte du 19 Dec - 20 Dec |
| HMT Hugh Walpole   | Royal Navy  | Chalutier anti-sous-marins | Escorte du 8 Dec - 12 Dec  |
| HMS Leda (J93)     | Royal Navy  | Dragueur de mines          | Escorte du 19 Dec - 20 Dec |
| HMT Stella Capella | Royal Navy  | Chalutier anti-sous-marins | Escorte du 8 Dec - 12 Dec  |

## Le voyage

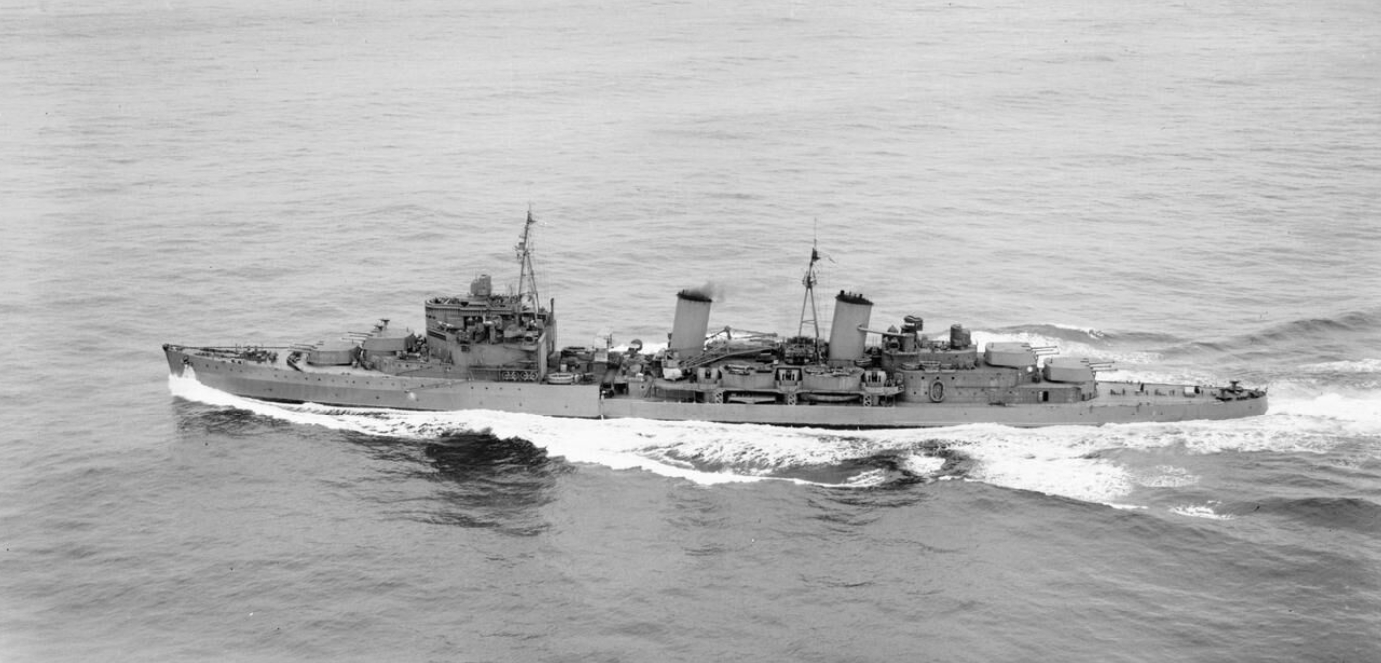
Le croiseur HMS Edinburgh

Après l’appareillage, le cargo Hermatris, dont la cargaison est en partie constituée d'explosifs, est victime d'un incendie. Il fait demi-tour, escorté par le Zamalek.
Le 11 décembre, le croiseur léger HMS Edinburgh et les destroyers HMS Echo, HMS Escapade rejoignent le convoi. Le 12 décembre, les trois chalutiers quittent le convoi.
Les destroyers allemands (Z23, Z24, Z25 et Z27) de la 8e flottille, sont chargés de poser des mines. Ils rencontrent, le 17 décembre, à environ 14 milles marins au nord du cap Gorodetski situé sur les côtes de la péninsule de Kola, deux chasseurs de mines britanniques HMS Hazard et HMS Speedy partis à la rencontre du convoi, depuis Kola<. Les Allemands confondent ces navires avec des grands destroyers soviétiques,. Les Britanniques cherchent à fuir derrière un écran de fumée, provoquant les tirs allemands. Le HMS Speedy est touché 4 fois (2 †). Le navire partira pour réparation à Scapa Flow. Il y arrivera le 14 janvier 1942. Il doit suspendre sa mission et est remplacé par le HMS Leda.
Le croiseur HMS Kent, à Kola, appareille alors avec deux destroyers soviétiques pour attaquer les Allemands. Sans succès. Le convoi, lui, arrive intact.

### Sources
- (en) Cet article est partiellement ou en totalité issu de l’article de Wikipédia en anglais intitulé « Convoy PQ 6 » (voir la liste des auteurs).